# Elisabeth von Weissenburg
Elisabeth von Weissenburg (* vor 1428; † 31. Januar 1496 in Zürich) war von 1487 bis 1496 Fürstäbtissin des Fraumünsterklosters in Zürich und damit die Herrin der Stadt.

## Leben
Elisabeth von Weissenburg wurde 1428 erstmals erwähnt. Sie stammte vermutlich von den Freiherren von Krenkingen ab. Als Klosterfrau ist sie ab 1434 im Fraumünster in Zürich belegt. In ihrer Amtszeit als Äbtissin von 1487 bis 1496 verlangte der Zürcher Stadtrat eine Reform des Klosters. Misswirtschaft und mangelnde Disziplin erregten Aufsehen. Gräfin Berta von Sulz, die aus diesem Grund dem Orden beitrat, hatte den Auftrag, striktere Beachtung der Ordensregeln und gemeinsame Mahlzeiten durchzusetzen. Der Konvent liess sich aber nicht auf diese Forderungen ein. Auf Betreiben von Elisabeth von Weissenburg wurde Hans Waldmann 1489 in der Abtei beigesetzt.